# 惠州 (北宋)
惠州，中国宋朝时设置的州。
北宋天禧五年（1021年）改祯州为惠州，治所在归善县（今广东省惠州市）。属广南东路。辖境相当今广东省罗浮山以东的东江流域及螺河水流域以西沿海地区。宋置阜民钱监及淡水等盐场。宋以来产铁、锡。明清时有棉布、土绸等织造业。元朝至元十六年（1276年），改为惠州路。明朝时，改为惠州府。